# Ley de los Sospechosos
La Ley de los Sospechosos fue una norma jurídica francesa que estuvo vigente durante un corto periodo de la Revolución francesa. Fue votada el 17 de septiembre de 1793, y suprimida en octubre de 1796. Esto trajo como consecuencia, arrestos a personas totalmente inocentes, personas que por el simple hecho de parecer “sospechosas” ya no podían tener más libertad.

## Historia
Fue propuesta por Philippe Antoine Merlin de Douai y Jean-Jacques-Régis de Cambacérès. Es una ley que fue reclamada por Jacques-René Hébert y las facciones hebertistas.
La ley pedía la detención de todos los enemigos de la Revolución (nobles, funcionarios sospechosos de traición, etc). El contenido se endureció en 1794. Las detenciones se confiaron a comités de vigilancia.
Se consideran sospechosos, según la Ley, todos los nobles y todos los que "por su conducta, sus relaciones, sus observaciones, sus escritos se muestran partidarios
del federalismo y enemigos de la libertad".
La Ley de los Sospechosos se votó el 17 de septiembre de 1793.
Esta ley de los sospechosos formó parte de la revolución francesa, cuando mandaba en la Convención Robespierre llamada como "El Terror".